# Валері Вігофф
Валері Вігофф (нім. Valerie Viehoff, 16 лютого 1976) — німецька академічна веслувальниця.
Срібна призерка Олімпійських Ігор 2000 року в складі парної двійки легкої ваги.
Чемпіонка світу 1998 року в складі парної четвірки легкої ваги.